# Ostatnia Wieczerza (obraz Leonarda da Vinci)
Ostatnia Wieczerza (wł. Il Cenacolo lub L'Ultima Cena) – malowidło ścienne autorstwa Leonarda da Vinci przedstawiające ostatnią wieczerzę, wykonane w refektarzu klasztoru dominikanów przy bazylice Santa Maria delle Grazie w Mediolanie. Obok Mona Lisy uchodzi za jeden z najwybitniejszych obrazów Leonarda da Vinci. Brytyjski historyk sztuki Kenneth Clark nazwał malowidło filarem europejskiej sztuki, zaś polska historyk sztuki Antonina Vallentin opisała dzieło jako kanon nowego ujęcia piękna i elementarz dla przyszłych pokoleń artystów.

## Okoliczności powstania malowidła
Malowidło powstało na zamówienie księcia Mediolanu Ludwika Sforzy. Władca planował przebudować kompleks kościelno-klasztorny w mauzoleum Sforzów, jednak zrezygnował z tych planów po nagłych zgonach żony Beatrice i córki Bianki w 1497 roku. Malowidło miało stanowić główny element mauzoleum. Nie wiadomo, kiedy Ludwik Sforza zlecił wykonanie dzieła. Sam pomysł Ostatniej Wieczerzy Leonardo opracował ok. 1482 roku podczas prac nad Pokłonem Trzech Króli.
Leonardo malował obraz między 1494 lub 1495 a 1498 rokiem. Według relacji Giorgio Vasariego Leonardo da Vinci pracował nad malowidłem nieregularnie. Mając gotową wizję potrafił pracować przez kilkanaście godzin dziennie, zapominając o przerwie na posiłek. Po okresie ciężkiej pracy przez dłuższy czas nie malował, ograniczając swoją pracę do obserwowania obrazu i szukania najlepszych rozwiązań. Zdarzało mu się również nagle biec do klasztoru, by dokonać drobnych poprawek. Wolne tempo prac nad fryzami dekoracyjnymi dookoła malowidła wiązały się z prowadzonymi wówczas przez Leonarda studiami matematycznymi. Prace nad obrazem śledzili na bieżąco duchowni i mieszkańcy Mediolanu. Leonardo słuchał krytycznych uwag ze strony obserwujących i niekiedy dostosowywał się do nich. Według fałszywej anegdoty Leonardo miał spotkać się z francuskim biskupem Raymondem Perauldem, który widział prace nad malowidłem. Po odejściu kardynała Leonardo miał zwrócić uwagę, że wielcy artyści zawsze byli szanowani nawet przez barbarzyńców.
Przeor klasztoru Santa Maria della Grazie miał poganiać artystę, by ukończył postacie Judasza i Jezusa. Niezadowolony z dalszych prac złożył skargę księciu Ludwikowi Sforzy. Leonardo miał odpowiedzieć władcy, że ma problemy ze znalezieniem modela dla Judasza, jednak jeśli nie znajdzie lepszej, nada apostołowi rysy twarzy przeora. Księcia rozbawiła ta odpowiedź, a przeor odszedł niezadowolony. Vasari historię zaczerpnął z wydanego w 1554 roku Discorsi Gianbattisty Giraldiego Cintii, któremu anegdotę przytoczył jego ojciec Cristoforo Giraldi, znający osobiście malarza. W zachowanej relacji Giraldiego Leonardo przystępując do prac myślał głównie nad prezentacją postaci. Po znalezieniu osoby, która mogłaby stanowić model postaci, Leonardo śledził daną osobę oraz opisywał ją w podręcznym notatniku. Szukając modela do postaci Judasza Leonardo udawał się do Barghetto, miejscowości  zamieszkanej przez przestępców. Modela do postaci Jezusa poszukiwał głównie wśród arystokratów. Według anegdoty myśląc nad postacią Jezusa Leonardo zwrócił się o pomoc do Barnardina Zenalego. Ten uznał, że twarze apostołów Filipa i Jakuba Starszego były zbyt piękne. Ostatecznie Chrystus otrzymał twarz nieznanego młodego hrabiego, związanego z kardynałem del Mortaro. Ręce Chrystusa należały do Alessandra z parmeńskiej rodziny Carissimich.
Leonardo da Vinci pracował nad obrazem w asyście pomocników i uczniów. Prawdopodobnie byli to m.in. Marco d’Oggiono, Giacomo Caprotti i Tommaso Masini. Przygotowywali oni m.in. studia do postaci.
Leonardo da Vinci posłużył się nietypową techniką, która okazała się nietrwała. Przed rozpoczęciem malowania położono warstwę tynku, będącą podłożem do fresku. W środkowej części obrazu położono tynk z grubszego ziarna, zapewniający lepszą przyczepność warstwom farby. Leonardo nanosił bezpośrednio na tynk szkice, w celu zaznaczenia brył kompozycji. Leonardo rozpoczął malowanie sceny głównej, rozpoczynając od lewej strony. Wielokrotnie nanosił poprawki (m.in. zmienił ułożenie palców Chrystusa, które początkowo były bardziej wyprostowane).
Malując obraz Leonardo wykorzystał swoją wiedzę na temat m.in. Biblii, psychologii, fizjonomii i anatomii, geometrii, optyki, rytmu, teatralności, muzykalności, kosmologii.
Dzieło zostało ukończone 9 lutego 1498 roku.

## Przedstawiona scena

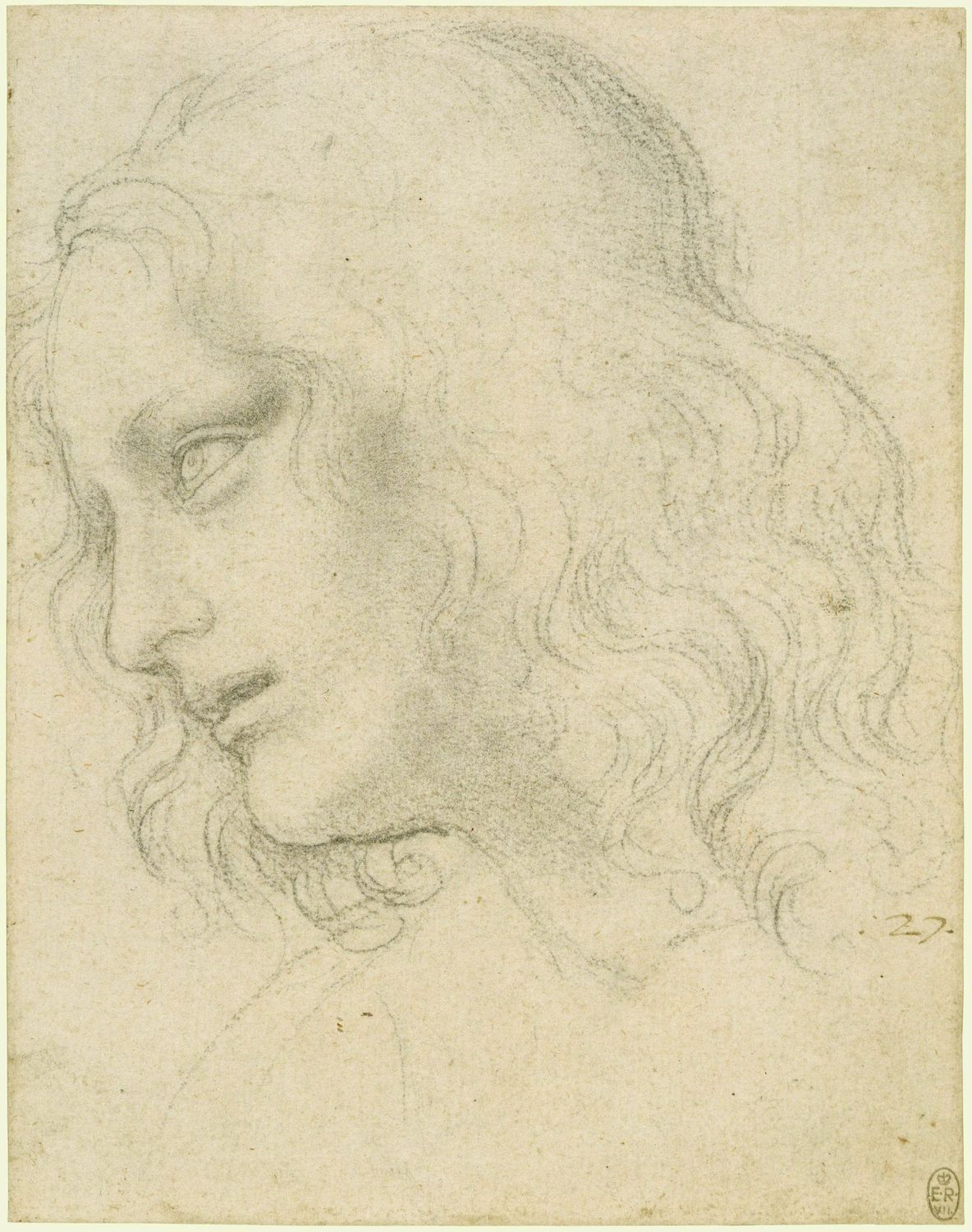
Studium do postaci Filipa

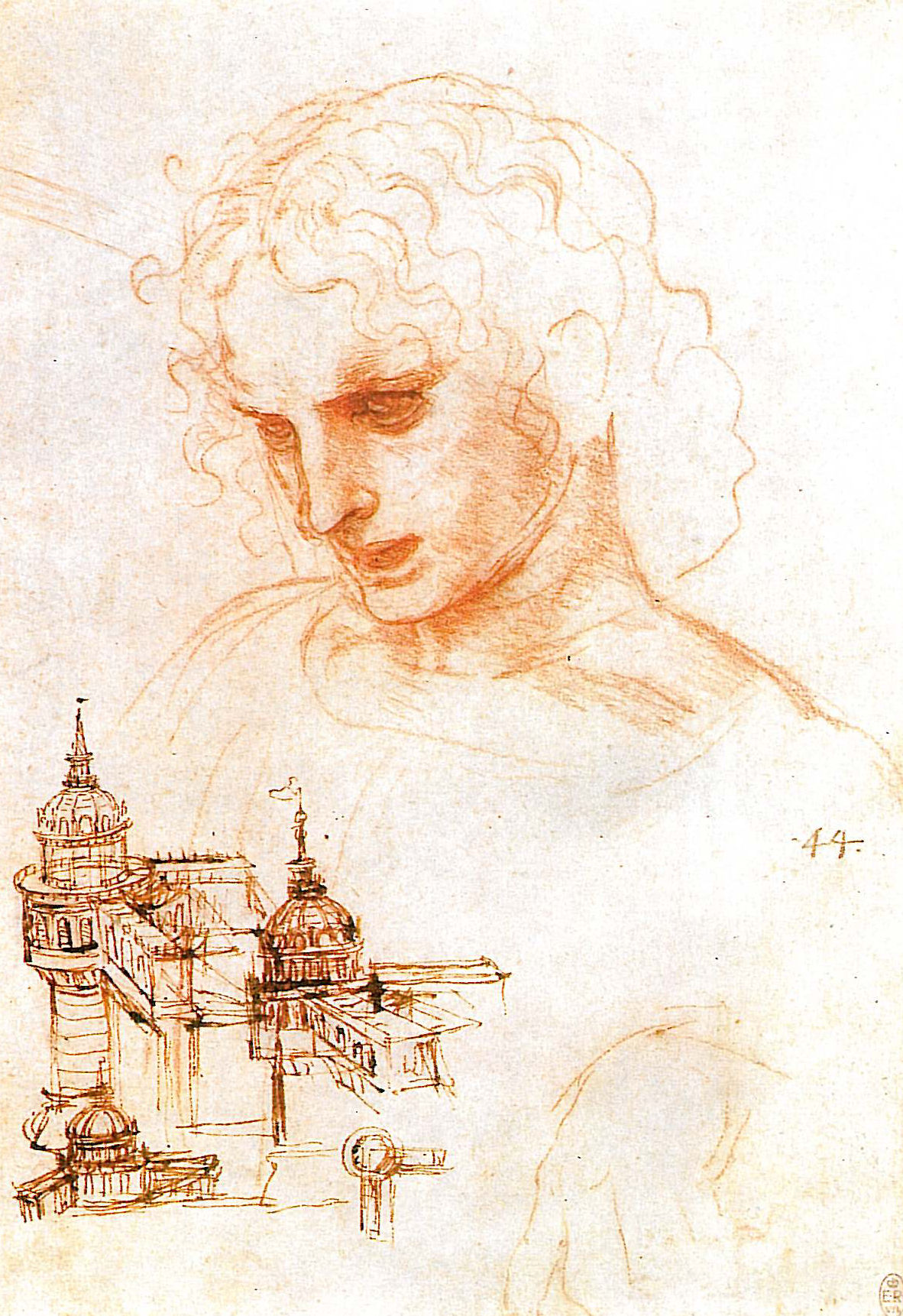
Studium do postaci Jakuba Starszego

Obraz przedstawia moment, w którym Jezus ogłasza, iż jeden z apostołów go zdradzi. Jezus zasiada w centrum, milczy z pochyloną głową, jego ręce ciężko opadają na stół, jedną dłoń wyciąga w stronę chleba, drugą w stronę wina. Według relacji Giorgia Vasariego twarz Jezusa została niedokończona, gdyż zdaniem Leonarda niemożliwe jest oddanie na niej niebiańskiej boskości. Leonardo da Vinci zerwał ze średniowieczną tradycją, zgodnie z którą uczniowie Jezusa sztywno siedzieli przy stole.
Apostołowie zgrupowani są po trzech, jednocześnie każdy z nich inaczej reaguje na słowa Jezusa. W pierwszej grupie są Bartłomiej, Jakub Młodszy i Andrzej, wyraźnie zaskoczeni słowami nauczyciela. W drugiej grupie znajdują się Judasz, skonsternowany lub rozgniewany Piotr i łagodny Jan. Judasz kurczowo trzyma sakiewkę ze srebrnikami, jego twarz wyraża chciwość i chytrość. Jan wydaje się smutny i przygnębiony, jednak nie stawia pytań, gdyż wie, że to nie on zdradził Jezusa. Obok Piotra znajduje się nóż, którym obetnie ucho żołnierza podczas aresztowania Jezusa. Jan nie zadaje pytań, jego postać jest pogrążona w smutku i bierności.
Następną grupę apostołów tworzą Tomasz, Jakub Starszy i Filip. Jakub rozkłada ramiona. Filip przyciskając dłonie do piersi pyta się Jezusa, czy nie chodzi o niego. Inne interpretacje głoszą, że Filip swoim gestem oznajmia, że nie zawaha się obronić Jezusa lub że wyraża swoją niewinność. Tomasz ma bystrą twarz. Unosi palec, którym zbada rany zmartwychwstałego Jezusa. Według innej interpretacji Tomasz swoim palcem chce udowodnić bezsens oskarżenia o zdradę. Przerażony Jakub rozkłada szeroko ramiona i wpatruje się w chleb i wino. Ostatnią grupę tworzą dyskutujący Mateusz, Tadeusz i Szymon. Mateusz ma wyciągniętą rękę, swoim gestem chce coś uczynić, by ochronić Jezusa. Tadeusz wyraża powściągliwość, wykazuje się większą dojrzałością. Szymon zaś jest zdezorientowany.
Leonardo nieszablonowo namalował także postać Judasza, który na współczesnych malarzowi przedstawieniach tej sceny był z grupy apostołów wyizolowany, usadowiony samotnie gdzieś na krańcu obrazu, nierzadko odwrócony tyłem do widza. Dłonie postaci tworzą harmonijny rytm i wyrażają połączenie łańcuchowe stanów duszy. Według interpretacji Antoniny Vallentin Leonardo był o wiele lepszym psychologiem niż inni malarze renesansowi. Świadczyć ma o tym umieszczenie Judasza w sąsiedztwie św. Jana, by móc ukazać zdrajcę jako osobę z najbliższego kręgu.
Pokarmy na stole są prawie nieczytelne. Na talerzach i tacach cynowych mogą znajdować się ryby i baranek, stanowiące nawiązanie do śmierci Jezusa. Odkupienie z grzechu pierworodnego symbolizują kawałki pomarańczy. Ponadto na stole znajdują się chleb, kielichy z winem i karafki. Przedmioty ukazane na obrazie to namalowane  rzeczywiste    wyposażenie klasztoru.
Mimo naturalizmu wynikającego z dynamiki, sama sytuacja wieczerzy jest nienaturalna ze względu na umiejscowienie osób względem siebie oraz stołu (regulacje proksemiczne). Wspólne spożywanie posiłków jest związane z wytwarzaniem silnych więzi oraz z uwidacznianiem się hierarchii. Najważniejsza pozycja zajmowana przez jednostkę znajduje się u szczytu stołu, a pozycje dalsze mają niższą rangę, przy czym osoby usadza się wokół stołu. Biesiadujące osoby na obrazie da Vinci znajdują się tylko po jednej stronie stołu. Układ taki można uznać za sprzeczny z ideą jednoczącej uczty, nie sprzyja bowiem interakcjom. Gdyby przyjąć, że jest to konwencja malowania stołu jako rodzaju ołtarza, to byłoby to jednak anachronizmem z tego powodu, że w czasach współczesnych artyście duchowny odprawiał mszę, stojąc tyłem do wiernych. Scena jest też daleka od prawdy historycznej, gdyż u Żydów w czasach Jezusa rozpowszechniły się wzorce greckie i rzymskie związane z ucztowaniem w pozycji półleżącej.
Nad malowidłem znalazło się pięć lunetek, które odkryto w 1854 roku. Do czasów współczesnych zachowały się trzy, dwie znajdujące się po stronie wschodniej zostały zniszczone w wyniku bombardowania w 1943 roku. Na zachowanych lunetkach znajdują się epigrafy z dedykacjami i botaniczne elementy girland. Środkowa jest na cześć Ludwika Sforzy i jego żony Beatrice d’Este. Ta po lewej stronie jest dedykowana pierworodnemu synowi Massimilianowi, księciu Pawii, a następnie Mediolanu. Lunetka po prawej jest dedykowana drugiemu synowi Ludwika i Beatrice, księciu Bari Francesco.

## Ostatnia Wieczerza na przestrzeni lat
Ze względu na źle dobraną technikę dzieło szybko zaczęło niszczeć. W 1517 roku Antonio de Beatis, sekretarz kardynała Luigiego d’Aragona, zanotował w pamiętniku, że obraz zaczyna się psuć. W 1550 roku Vasari przyznał, że na obrazie nie było widać nic prócz bezliku plam. Wspomniał również o kopii dzieła przygotowanej przez Girolama da Capri.
W 1652 w ścianie, na której znajduje się malowidło, wykuto prowadzący do klasztornej kuchni otwór drzwiowy, który pozbawił je centralnego fragmentu obejmującego część stołu oraz stopy Chrystusa – przejście wkrótce zamurowano, lecz fragment dzieła został bezpowrotnie zniszczony. W latach 1726–1954 przeprowadzono dziewięć akcji renowacyjnych dzieła.
Kenneth Clark w 1939 roku określił malowidło mianem tragicznej ruiny. W połowie sierpnia 1943 roku brytyjskie i amerykańskie lotnictwo zbombardowało refektarz, w którym znajduje się malowidło. Sam obraz (wcześniej zabezpieczony workami z piaskiem i wzmocnionym rusztowaniem) przetrwał nalot, bomby zniszczyły jednak  dwie lunetki znajdujące się po stronie wschodniej. W latach 1951–1954 oraz 1977–1999 przeprowadzono renowacje obrazu.
W 1981 roku Martin Kemp wykonał analizę przestrzeni perspektywicznej obrazu. Jego zdaniem Leonardo da Vinci wykorzystał perspektywę kasetonowego sufitu w celu wywołania głębi „sali na górze”. Sufit na malowidle stanowi wyspę przestrzeni, przez co jego związek z resztą obrazu oraz przestrzenią refektarza jest niedokładny.
W maju 1999 zakończono wielką konserwację malowidła pod kierownictwem Pinin Brambilli Barcilona; prace konserwacyjne trwały 21 lat – siedmiokrotnie dłużej niż malowanie dzieła. Koszt renowacji wyniósł około 20 miliardów lirów.

## Odbiór obrazu w kulturze
Modyfikacje tego dzieła da Vinci doczekały się bardzo wielu form. Polegają one zazwyczaj na zamianie bohaterów obrazu na inne postacie: gwiazdy popkultury, postacie fikcyjne, a nawet ustawione za stołem produkty spożywcze, przy czym sama postać Jezusa bywa wówczas wyobcowana. Niektóre nawiązania tworzone są z potrzeby szokowania odbiorcy, np. wykorzystując ten motyw dla ilustracji targów erotycznych, z użyciem gadżetów i fetyszy, część z nich jest celowo bluźniercza. Modyfikacjom towarzyszy mniejsza lub większa wierność w stosunku do oryginału. Tym, co podlega wiernemu kopiowaniu, są m.in.: liczba postaci, ich gesty, symetryczne ułożenie postaci, a także dodatkowe przedmioty, których nie ma na obrazie oryginalnym: trzymany przez Jezusa kielich (zastępowany innymi elementami kulturowymi), aureole.
Malowidło zostało wspomniane przez matematyka Lukę Pacioliego we wstępie do traktatu De divina proportione z 1498 roku. Paolo Giovio przytoczył historię, jakoby Ludwik XII zadał pytanie, czy jest możliwe wyciąć ścianę i przenieść ją do Francji. Tę opowieść przytoczył również Giorgio Vasari dodając, że prośby władcy nie można było zrealizować. Obraz oglądał również król Francji Franciszek I Walezjusz.
Od końca XV wieku do XIX stulecia powstało wiele rycin i replik Ostatniej Wieczerzy. Najsłynniejszą wykonał Raffaello Morghen, na podstawie zaginionej kopii Andrei Solario. Rycinę Morghena docenili Stendhal i Johann Wolfgang von Goethe. Kopię fresku namalował również XIX-wieczny malarz Giuseppe Bossi.
Susan Dorothea White bazując na dziele Leonarda da Vinci namalowała obraz „Pierwsza Wieczerza” (ang. The First Supper). Sparodiowała ona pierwowzór poprzez zastąpienie 13 białych mężczyzn kobietami o zróżnicowanym pochodzeniu, co odzwierciedlają ich stroje oraz karnacja, a w szczególności, w miejscu Jezusa namalowała czarnoskórą kobietę. Jak sama stwierdziła, jej obraz reprezentuje bezpośrednie wyzwanie dla akceptacji wizerunku trzynastu mężczyzn po jednej stronie stołu jako wychwalanego symbolu patriarchalnej religii.
Pomiędzy 1984 a 1986 Andy Warhol wykonał serię około 100 prac, które bazowały na obrazie da Vinciego. Część z nich została pokazana w Mediolanie na krótko przed śmiercią Warhola w lutym 1987.

### Kod Leonarda da Vinci
Obraz pojawia się w powieści Kod Leonarda da Vinci Dana Browna. Na malowidle miały zostać umieszczone elementy zagadki, niezbędne do ocalenia tajemnicy Zakonu Syjonu. Poszukujący mordercy kustosza Luwru profesor symboliki religijnej Robert Langdon i agentka policji Sophie Neveu chronią się w  należącym do Teabinga zamku  Château Villette. Gospodarz zamku opowiada gościom, że na malowidle są ukryte anomalie, niedostrzegalne lub świadomie ignorowane przez znawców malarstwa. Między Jezusem a postacią po jego prawej stronie zaznaczono Święty Graal. Nazwę tę ma nosić znak, przypominający łono kobiece. Sophie Neveu dostrzega, że na obrazie zamiast Jana Apostoła występuje Maria Magdalena, a właściciel zamku dopowiada, że w centrum obrazu uwieczniono literę „M”, oznaczający Marię Magdalenę.
Przesłanie filmu, jakoby Leonardo da Vinci miał ukryć tajne wiadomości i symbole, jest krytykowane przez naukowców zajmujących się życiem i twórczością Leonarda.